# Psalm 126

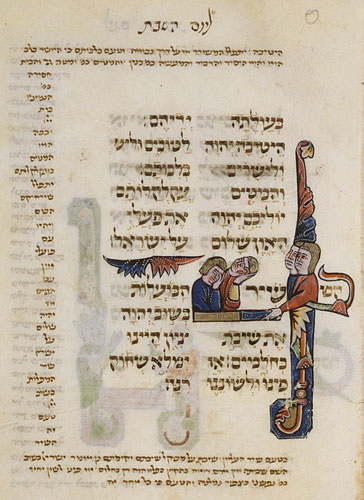
Psalm 126 in einem hebräischen Psalter aus dem 13. Jahrhundert

Der 126. Psalm ist ein biblischer Psalm aus dem fünften Buch des Psalters.
Wie alle Psalmen von Nummer 120 bis 134 wird er im ersten Vers als Wallfahrtslied bezeichnet. Das so übersetzte hebräische Wort deutet wohl auf die Stufen, die zum Tempel hinaufführen, hin. Diese Psalmen wurden wahrscheinlich bei der Wallfahrt nach Jerusalem gesungen.

## Inhalt
Der Psalm wirft den Blick zurück auf die Heimkehr aus dem Exil in Babylon. Dieses Wunder des Herrn wird selbst unter den heidnischen Völkern als solches anerkannt. Diese Sicht wird vom Gottesvolk in Dankbarkeit bestätigt. Rückblickend auf diese Befreiungstat Gottes bittet der Psalmbeter noch einmal darum, dass Gott in einer schweren Zeit eingreifen möge.

## Rezeption
Im evangelischen Kirchenjahr ist der Psalm 126 dem Ewigkeitssonntag zugeordnet.
Das Kirchenlied Wenn der Herr einst die Gefangenen von Samuel Gottlieb Bürde aus dem Jahr 1787 basiert auf Psalm 126.
Vers 5 wurde vertont unter anderem in
- Johann Hermann Schein Die mit Tränen säen Fontana d’Israel. Israelis Brünnlein, Madrigal, (1623)
- Michael Schirmer: Nun jauchzet, all ihr Frommen (1620)
- Heinrich Schütz: Die mit Tränen säen der Psalmen Davids (Heinrich Schütz) SWV 42 sowie derselbe Text in der Geistlichen Chormusik, SWV 378, (1648)
- Jean-Philippe Rameau: In convertendo Dominus, (ca. 1710)
- Johann Ludwig Bach, Die mit Tränen säen, Kantate, (1726)
- Carl Friedrich Christian Fasch: Die mit Tränen säen, Kantate, (um 1780/1788)
- Georg Philipp Telemann: Die mit Tränen säen, werden mit Freuden ernten TVW 1:352, Kantate
- Johannes Brahms: Die mit Tränen säen, werden mit Freuden ernten, Ein deutsches Requiem, (1865/69)
- Jakob Heinrich Lützel: Die mit Tränen säen, (19. Jh.)
- Jules Van Nuffel: In convertendo Dominus, op. 32, (1926)
- Dieter Trautwein: Komm Herr segne uns, (1978)
- Martin Christoph Redel: Die mit Tränen säen, Motette, (1985)
- Thomas Laubach: Im Jubel ernten, die mit Tränen säen, (1987)
- Bertold Hummel: Als der Herr führte heim die Gefangenen Zions, waren wir wie Träumende[4] (20. Jh.)

Im Judentum wird Psalm 126 am Sabbat und an Feiertagen als Einleitung vor dem Tischgebet gesungen.